# アングレーム国際漫画祭

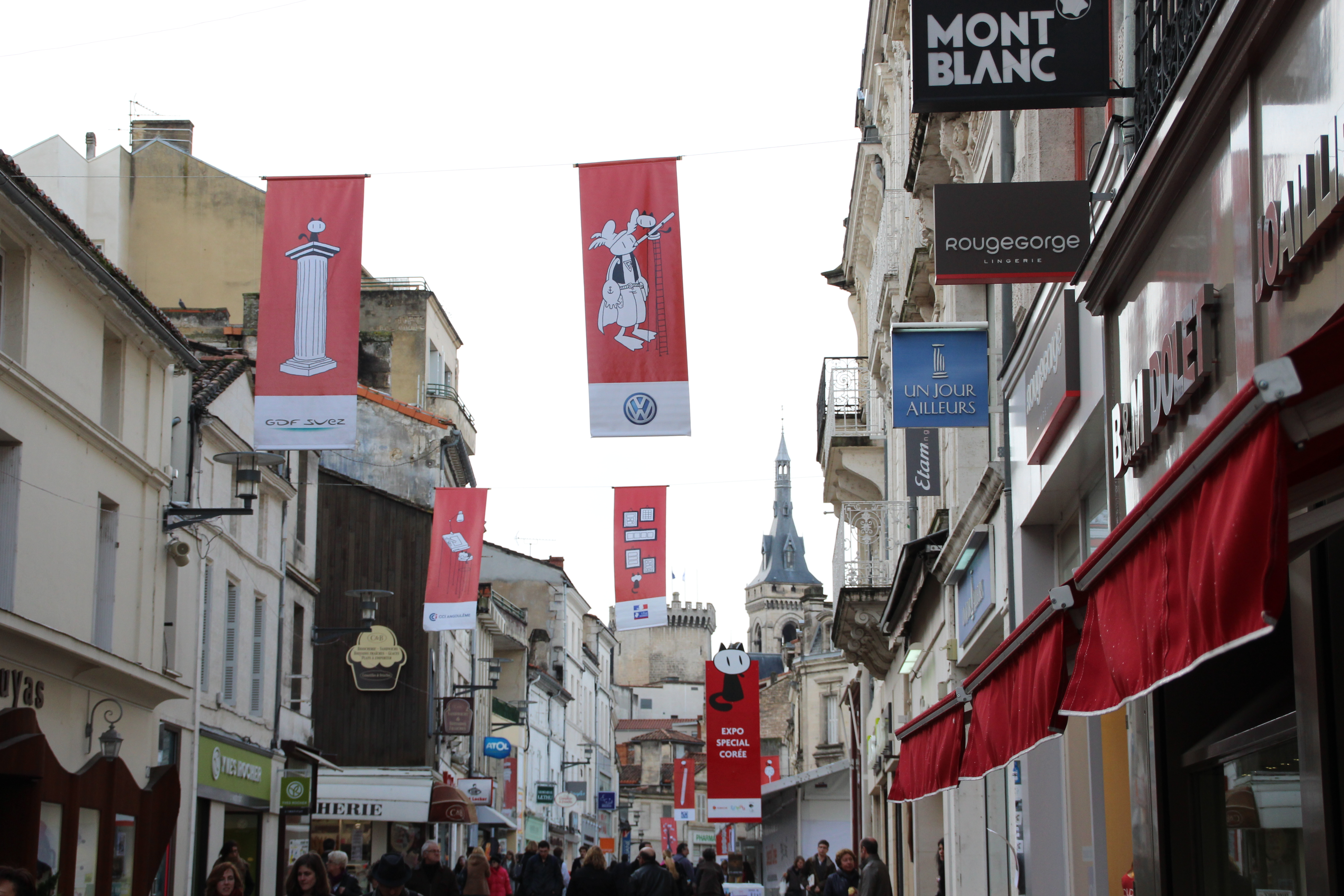
アングレーム国際漫画祭2013。街全体がバンド・デシネ一色となる

アングレーム国際漫画祭（アングレームこくさいまんがさい、仏: Festival international de la bande dessinée d'Angoulême）は、ヨーロッパ最大級のバンド・デシネのイベントである。1974年よりフランス、アングレーム市が開催している。フランスで最も古い漫画関連のイベントであり、「漫画界におけるカンヌ」とも言われている。

## 概要

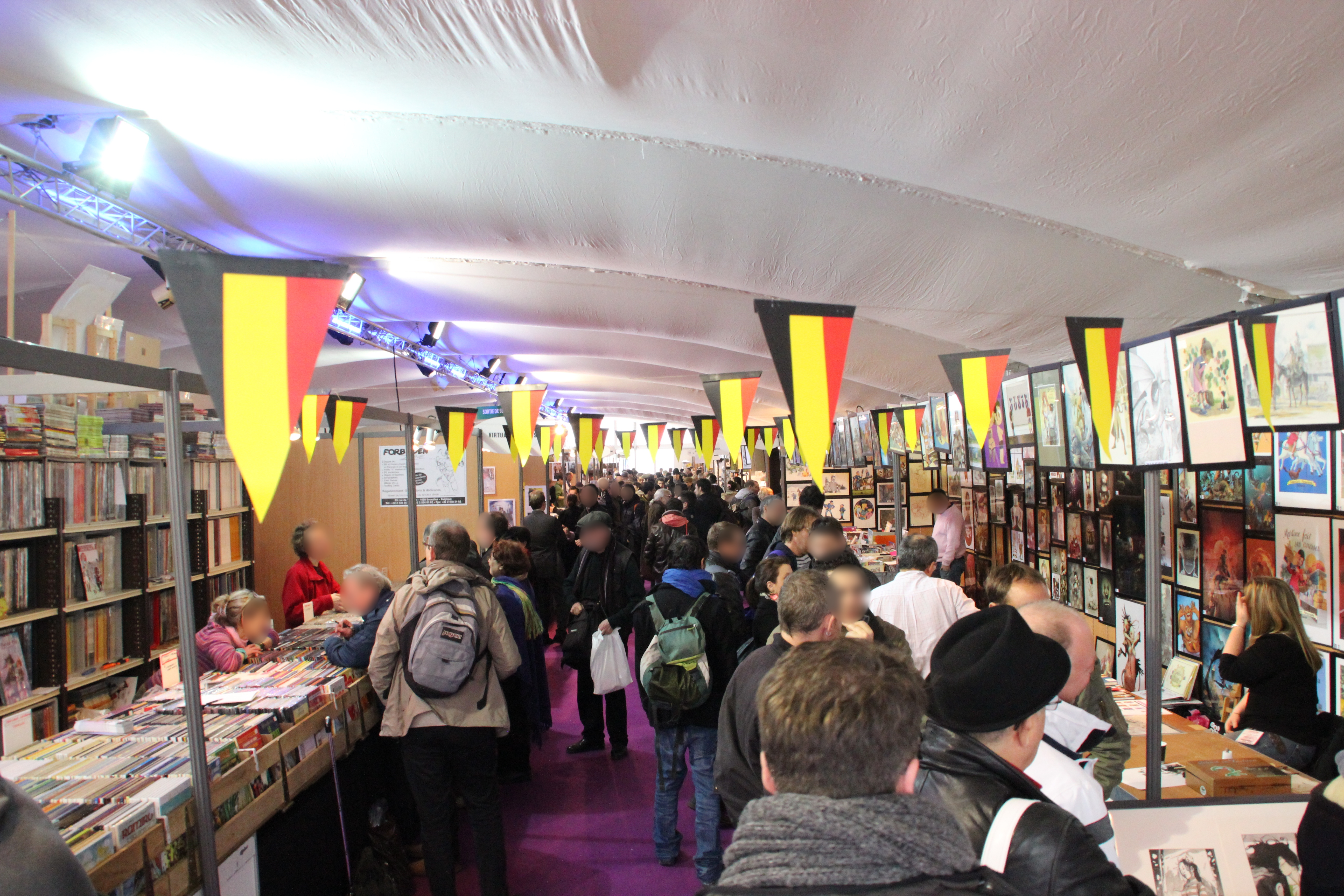
世界各国から出版社やアーティストが参加する

毎年1月末に開催され、3日間から4日間の開催期間中に20万人以上を動員する。ヨーロッパの漫画関連の祭典としては、イタリアのルッカで開かれている「ルッカコミックス&ゲームズ」(2016年度は約27万人を動員)と並ぶ規模を持つ。
会期中に優れたバンド・デシネ作品（フランス語で出版された物）に対し最優秀作品賞以下各部門ごとの表彰が行われる。またバンド・デシネの発展に寄与した作家1人がグランプリに選ばれる。この漫画祭の表彰はフランス語圏で出版される「バンド・デシネ」と呼ばれる作品のみが対象となるが、日本の漫画など外国の作品でもフランス語にて翻訳・出版された作品はノミネートの権利を有する。外国作品のノミネートや受賞も少なくない。

## 歴代受賞者

### 日本人の受賞

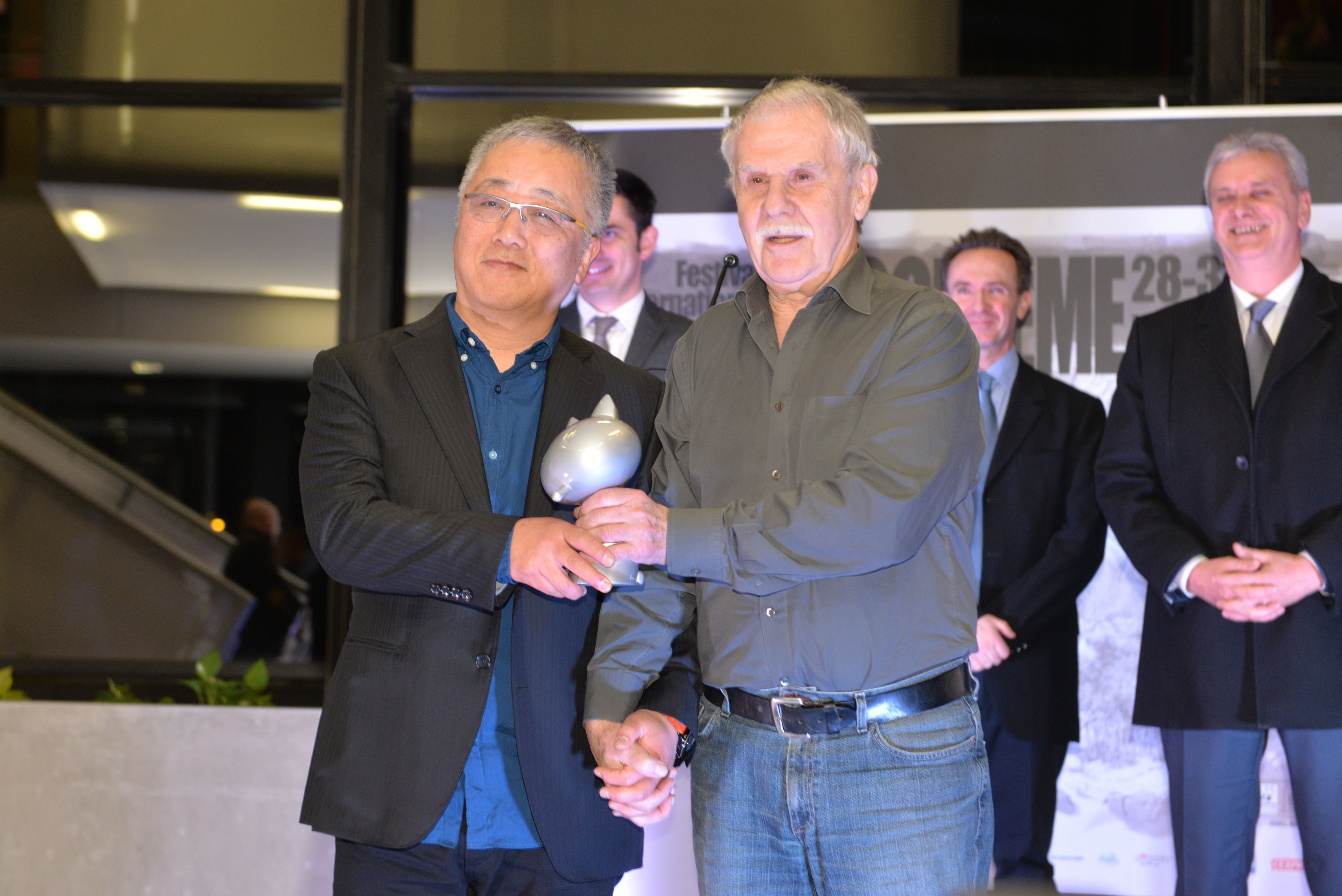
2016年度のアングレームで表彰を受ける大友克洋（左）と、バンド・デシネ作家のエルマン（右）

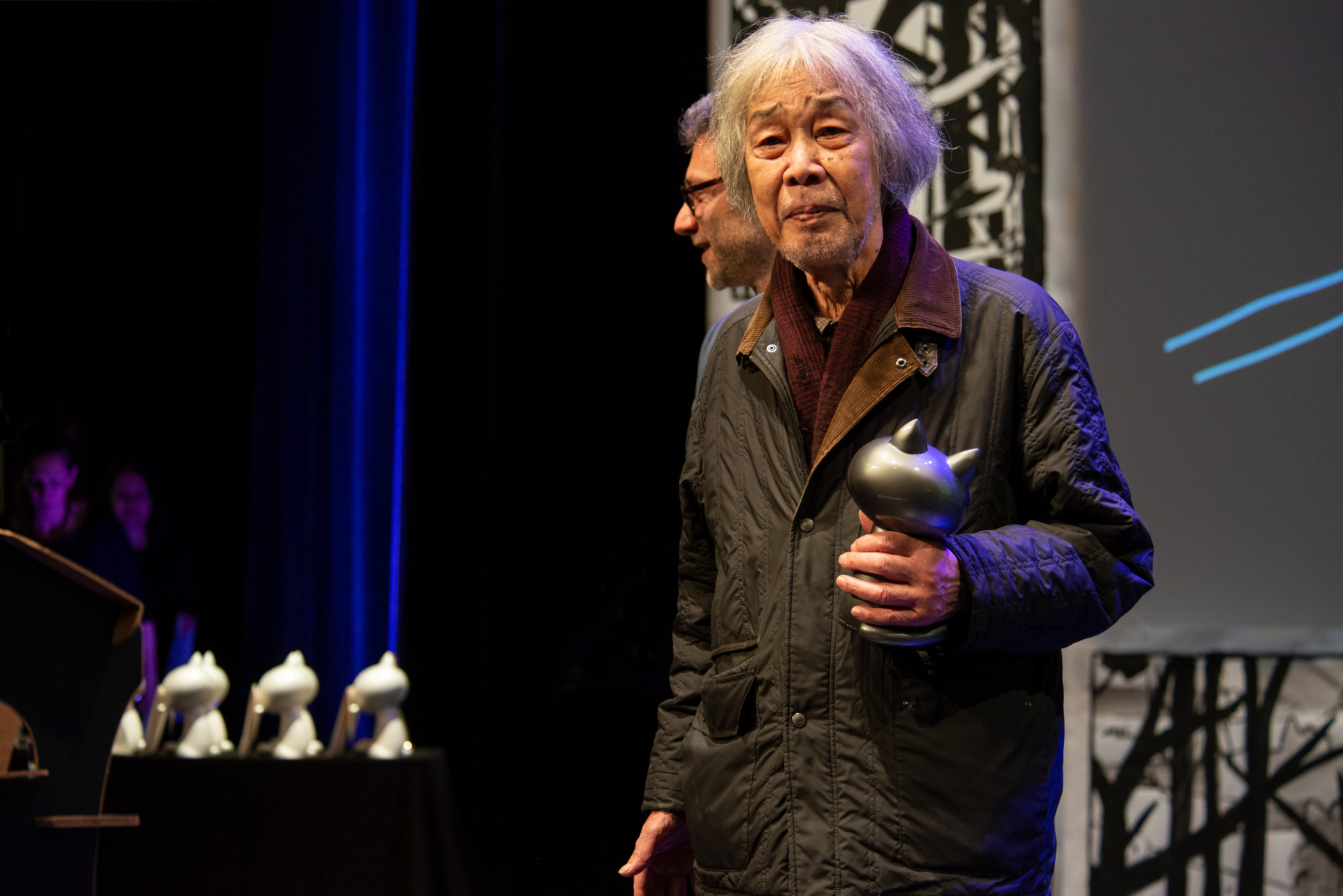
2020年、特別栄誉賞を受賞したつげ義春

この漫画祭の表彰は主にバンド・デシネを対象にしていたが日本の漫画作品の紹介が進んだことにより、2000年頃より日本の翻訳作品のノミネートが増えている。2007年には水木しげるが日本人で初めて最高賞である最優秀作品賞を受賞、2015年には大友克洋が初のグランプリを受賞している。
過去の日本人受賞
- 谷口ジロー『父の暦』（2001年、全仏キリスト協会コミック審査員賞（フランス語版））[5]
- 谷口ジロー『遥かな町へ』（2003年、最優秀脚本賞（フランス語版））、優秀書店賞（フランス語版））[5]
- 浦沢直樹『20世紀少年』（2004年、最優秀長編賞（フランス語版））
- 中沢啓治『はだしのゲン』（2004年、ひまわり（環境保護に関する最優秀コミック）賞（フランス語版））
- 谷口ジロー『神々の山嶺』（2005年、デッサン賞（フランス語版））
- 辰巳ヨシヒロ（2005年、特別賞[注釈 1]）
- 水木しげる『のんのんばあとオレ』（2007年、最優秀作品賞）[6][7]
- 水木しげる『総員玉砕せよ!』（2009年、遺産賞（フランス語版））[1]
- 浦沢直樹『PLUTO』（2011年、世代間賞（フランス語版））[8]
- 森薫『乙嫁語り』（2012年、世代間賞）[9]
- 辰巳ヨシヒロ『劇画漂流』（2012年、世界へのまなざし賞（フランス語版））[9]
- 鳥山明（2013年、40周年記念特別賞）[10]
- 大友克洋（2015年、グランプリ）[11]
- 望月ミネタロウ『ちいさこべえ』（2017年、シリーズ賞）[12]
- 上村一夫『離婚倶楽部』（2017年、遺産賞）[12]
- 真島ヒロ（2018年、特別栄誉賞[注釈 2]）
- 楳図かずお『わたしは真悟』（2018年、遺産賞）[13][14]
- 高橋留美子（2019年、グランプリ）[15]
- つげ義春（2020年、特別栄誉賞）[16]
- 田辺剛（2020年、連続作品賞）[16]
- 東村アキコ（2020年、ヤングアダルト賞）[16]
- 諫山創（2023年、50周年記念特別賞）[17]
- 池上遼一、伊藤潤二（2023年、特別栄誉賞）[17]
- 坂口尚『石の花』（2023年、遺産賞）[18]
- 萩尾望都（2024年、特別栄誉賞[19]）